# Eden Hazard
Eden Michael Hazard (La Louvière, 7. siječnja 1991.) bivši je belgijski nogometaš koji je igrao na poziciji krila. 

## Klupska karijera
Započeo je svoju profesionalnu karijeru u francuskom klubu Lilleu. Debitirao je u studenom 2007. godine i odigrao je preko 145 ligaških utakmica za Lille. U lipnju 2012. godine, Hazard je prešao iz Lillea u engleski Chelsea. S Plavima je osvojio Europsku ligu, Ligu kupa i Premier ligu. Hazard je u svojoj zadnjoj sezoni u Engleskoj odigrao 52 susreta, zabio je 21 gol i 17 puta asistirao. U lipnju 2019. godine je prešao u madridski Real za 100 milijuna eura. Po dolasku u španjolski klub je 'desetku' na dresu, međutim Luka Modrić nije pristao na to.

## Reprezentativna karijera
Za Belgiju je debitirao sa 17 godina u prijateljskoj utakmici protiv Luksemburga u studenom 2008. godine. Tri godine kasnije je postigao svoj prvi pogodak za Belgiju protiv Kazahstana. Od svog debija je odigrao preko 65 utakmica za svoju domovinu i nastupao je na Svjetskom prvenstvu u 2014. godini.

### Europsko prvenstvo 2016.
Belgijski nogometni izbornik objavio je u svibnju 2016. popis za nastup na Europskom prvenstvu u Francuskoj, na kojem se nalazio Hazard. Hazard je predvodio belgijsku reprezentaciju kao kapetan te standardni reprezentativac u grupnoj fazi i drugom djelu natjecanja. U drugoj utakmici protiv Irske u skupini su Belgijanci odnijeli pobjedu s 3:0. Zadnja utakmica u grupnoj fazi natjecanja protiv Švedske je suigrač Radja Nainggolan zabio jedini pogodak u Allianz Rivieri za plasman u osminu finala. U osmini finala su Belgijanci slavili s 4:0 protiv Mađarske, gdje je Hazard zabio svoj jedini pogodak na Europskom prvenstvu. Hazard je također postao igrač utakmice nakon tog susreta. U četvrtfinalu protiv Walesa je se Belgija oprostila od natjecanja s porazom od 1:3.
Za kvalifikacijski dvoboj protiv Grčke i prijateljski susret protiv Rusije u ožujku 2017., Roberto Martínez nije mogao računati na Hazarda zbog ozljede.

## Trofeji
Lille
- Ligue 1 (1): 2010./11.
- Coupe de France (1): 2010./11.

Chelsea
- FA Premier liga (2): 2014./15., 2016./17.
- Engleski Liga kup (1): 2014./15.
- UEFA Europska liga (2): 2012./13., 2018./19.

## Vanjske poveznice
- Profil na Transfermarktu
- Profil na Soccerwayu